# 山﨑孝史
山﨑 孝史（やまざき たかし、1961年 - ）は、日本の政治地理学者である。大阪公立大学大学院文学研究科教授。国際地理学連合（IGU）政治地理委員会共同委員長（2014年～2016年）および世界政治学会（IPSA）政治・文化地理研究委員会共同委員長（2007年～2012年）。

## 経歴
1961年、京都市で誕生する。京都府立山城高等学校を経て京都大学文学部史学科人文地理学専攻卒業。1990年に同大学院文学研究科博士課程を中退したのち、同地理学教室助手として勤務。1994年から1999年まで山口県立大学国際文化学部国際文化学科に勤務。常勤講師から助教授。1990年代にピーター・テイラーやジェラルド・トールの著作を通して政治地理学に対する関心を高める。
1998年から2001年までフルブライト留学生としてコロラド大学ボルダー校大学院地理学部博士課程に在学。ジョン・オロッコリン（John O’Loughlin）に師事。2001年より大阪市立大学大学院文学研究科人間行動学専攻地理学専修助教授。2002年に「英語圏政治地理学の争点」で第2回人文地理学会論文賞受賞。2004年にコロラド大学およびバージニア工科大学で在外研究。コロラド大学で博士号取得。博士論文の題目は『Political space of Okinawa: Geographical perspectives on ethno-regional integration and protest（沖縄の政治空間：民族-地域的な統合と抵抗への地理学的視角）』。2007年より大阪市立大学大学院文学研究科准教授、2008年より教授。2010年より大阪市立大学学術情報総合センター副所長、2014年から2022年まで所長。2018年から2022年までTaylor & Francis社『Geopolitics』副編集長。2020年より日本学術会議連携会員。2022年より大阪公立大学大学院文学研究科教授。

## 著作

### 単著
- 『政治・空間・場所―「政治の地理学」にむけて』ナカニシヤ出版、2010年。ISBN 9784779505102。
- 『政治・空間・場所―「政治の地理学」にむけて』（改訂版）ナカニシヤ出版、2013年。ISBN 9784779507953。

### 編著
- 『現代地政学事典』丸善出版、2020年。ISBN 9784621304631。
- 『「政治」を地理学する―政治地理学の方法論』ナカニシヤ出版、2022年。ISBN 9784779516610。

### 訳書
- ロバート・デヴィッド・サック『人間の領域性 : 空間を管理する戦略の理論と歴史』明石書店、2022年。ISBN 9784750352824。